# Новопокровский сельсовет (Красноярский край)
Новопокровский сельсовет - сельское поселение в Иланском районе Красноярского края.
Административный центр - село Новопокровка.

## Население
| 2010 | 2012 | 2013 | 2014 | 2015 | 2016 | 2017 |
| ---- | ---- | ---- | ---- | ---- | ---- | ---- |
| 770  | ↘746 | ↘744 | ↘721 | ↗731 | ↘707 | ↘702 |

## Состав сельского поселения
В состав сельского поселения входят 4 населённых пункта:
| № | Населённый пункт | Тип населённого пункта       | Население |
| - | ---------------- | ---------------------------- | --------- |
| 1 | Коха             | деревня                      | 90        |
| 2 | Новоникольск     | деревня                      | 94        |
| 3 | Новопокровка     | село, административный центр | 566       |
| 4 | Тамала           | деревня                      | 20        |

## Местное самоуправление
Новопокровский сельский Совет депутатов
Дата избрания: 08.09.2013. Срок полномочий: 5 лет. Количество депутатов: 8
Глава муниципального образования
- Балычева Людмила Ивановна. Дата избрания: 08.09.2013. Срок полномочий: 5 лет